# 法林寺 (台東区)
法林寺（ほうりんじ）は、東京都台東区にある浄土宗の寺院。

## 歴史
慶長年間（1596年 - 1615年）に開山された。
元々は神田鍛冶町に位置していたが、幕府の都市整備に伴い松平西福寺の塔頭「法林院」となった。1624年（寛永元年）、塔頭から寺院に昇格し「法林寺」となった。1638年（寛永15年）に西福寺とともに現在地に移転した。
幕末に西福寺塔頭の「源崇院」を、1935年（昭和10年）に同じく塔頭の「智光院」を吸収合併している。

## 交通アクセス
- 蔵前駅A3出口より徒歩2分（経路案内）。